# A14 (motorväg, Belgien)

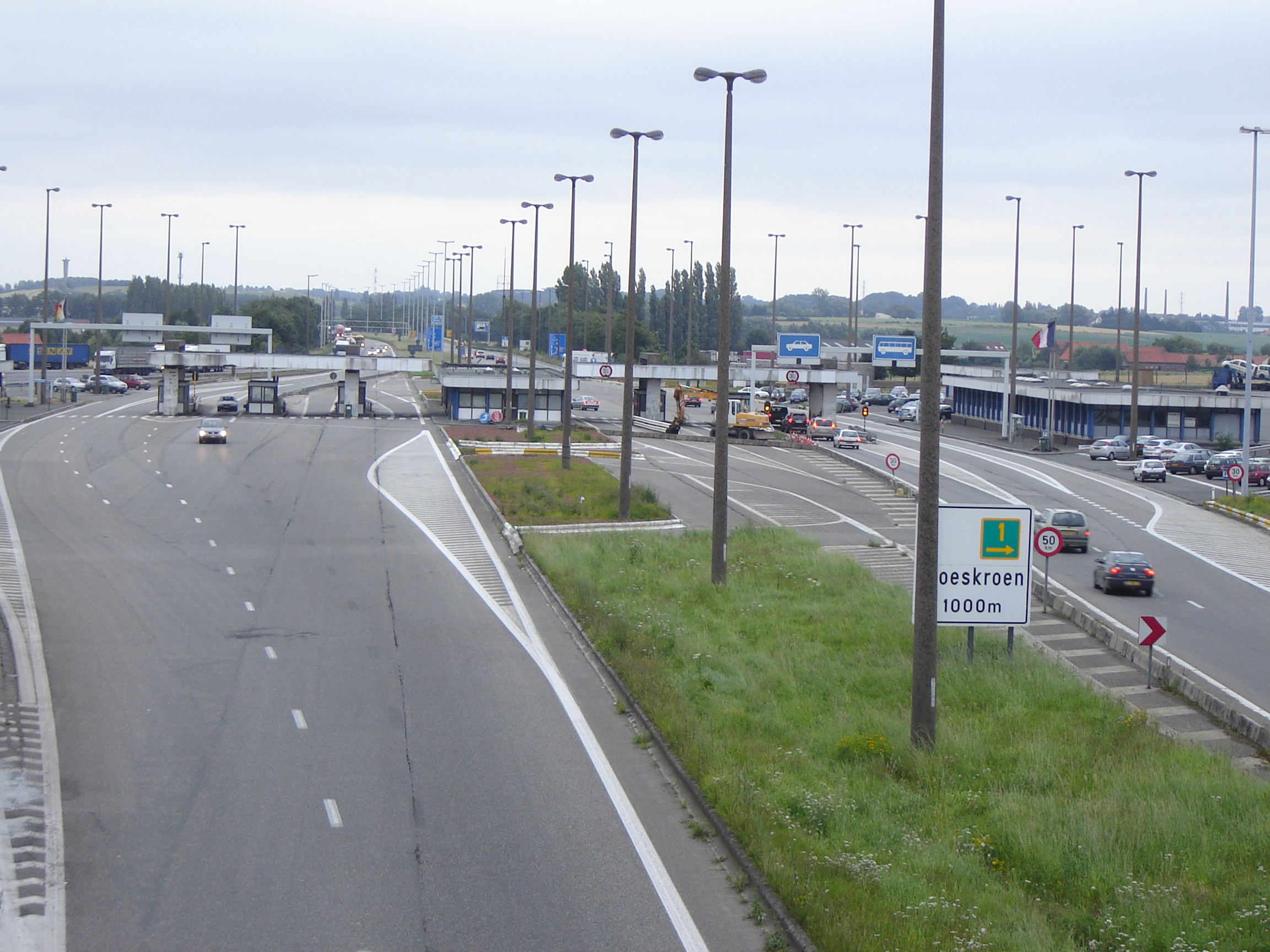
Gränsövergången mot Frankrike.

A14 är en motorväg i Belgien som går mellan Antwerpen och gränsen till Frankrike. Motorvägen går via Sint-Niklaas, Gent och Kortrijk. Denna motorväg är en viktig länk mellan Antwerpen och Frankrike.